# Skórka (Groot-Polen)
Skórka is een dorp in de Poolse woiwodschap Groot-Polen, in het district Złotowski (Groot-Polen). De plaats maakt deel uit van de gemeente Krajenka en telt 530 inwoners.